# Paciano Rizal
Paciano Rizal (voller Name: Paciano Rizal Mercado y Alonso Realonda; * 9. März 1851; † 13. April 1930) war ein philippinischer General und Revolutionär. Er ist der ältere Bruder von José Rizal, dem Nationalhelden der Philippinen.
Paciano war das zweite von elf Kindern einer wohlhabenden Familie in Calamba, Laguna, und wuchs als Zeuge der Misshandlungen der Geistlichen und der spanischen Kolonialherren auf. Sein enger Freund Jose Burgos war in die Cavite Aufstände von 1872 verwickelt und wurde hingerichtet. Das war einer der Beweggründe für Rizal, der Widerstandsbewegung beizutreten. Paciano Rizal trat der Kampagne von Marcelo H. del Pilar und seiner Zeitung Diariong Tagalog bei und unterstützte diese aktiv. Außerdem half er bei der Verbreitung der Unabhängigkeitsbewegung Katipunan in Laguna. Im Januar des Jahres 1897, nach der Exekution seines Bruders, trat er der Revolution unter General Emilio Aguinaldo bei. Er wurde zum Brigadegeneral der Revolutionsstreitmacht ernannt und zum Finanzminister der Regierungsabteilung Zentral Luzon gewählt. Während des Amerikanisch-Philippinischen Krieges (1899–1913) kommandierte er die philippinischen Streitmächte bei Luzon. US-amerikanische Truppen nahmen ihn 1900 gefangen. Er wurde kurze Zeit später freigelassen und ließ sich in der Stadt Calumpit, Bulacan nieder. Er lebte ein ruhiges Leben als Freizeitbauer und hatte sechs Kinder mit seiner zweiten Frau. Rizal verstarb im Alter von 79 Jahren an Tuberkulose.
Unter den Nachkommen sind Orly Mercado, Senator, und Conchita Mercado Basa Danganan. Laut Aussagen der Einheimischen hatte die Familie Mercado ihr jährliches Familientreffen an Conchitas Geburtstag, dem 23. Februar, bis zu ihrem Tod 2003. Conchita ist die Mutter von Joel B. Danganan, der das JED’s Resort (größtes Resort von Bulacan) besaß und Honorio Basa Danganan, der eine lokale Berühmtheit in Baguio City ist.
Die Geschichte seines Lebens wird auch im preisgekrönten Film Jose Rizal erzählt.
| Personendaten    | Personendaten |
| ---------------- | --- |
| NAME             | Rizal, Paciano |
| KURZBESCHREIBUNG | philippinischer General und Revolutionär und der ältere Bruder von Jose Rizal, dem Nationalhelden der Philippinen |
| GEBURTSDATUM     | 7. März 1851 |
| STERBEDATUM      | 13. April 1930 |